# Schweizerischer Verband evangelischer Arbeitnehmer
Der  Schweizerische Verband evangelischer Arbeitnehmer (SVEA) wurde 1920 gegründet. 1951 zählte er 16.890 Mitglieder. 1993 gab der SVEA seine juristische Selbständigkeit auf und schloss sich der Christlichen Gewerkschaft für Industrie, Handel und Gewerbe (CMV) an.

## Vorgeschichte
1888 entstand in Genf ein christlich-sozialer Verein. 1894 wurde auf Betreiben des evangelisch-kirchlichen Vereins am 16. Oktober 1894 in Olten von sechzig Männern, Geistlichen wie Laien, die Gründung einer schweizerischen christlich-sozialen Vereinigung geplant. Die Institution wurde jedoch nie gegründet. Am 16. Dezember 1894 entstand in Basel der Evangelisch-Soziale Arbeiterverein. Im gleichen Jahr entstand unter der zürcherischen reformierten Geistlichkeit die Christlich-soziologische Konferenz. Am 28. September 1900 wurde nach Vorarbeit der christlichen Arbeitervereine in Horgen, Basel und Bern der Verband christlich (evang.)-sozialer Arbeitervereine der Schweiz gegründet. Am 4. Oktober 1907 erschien erstmals die Vereinszeitung Der freie Schweizer Arbeiter … Offizielles Organ der evangelisch-sozialen Arbeitervereine. Diese Organisation und die örtlichen Arbeitervereine hatten jedoch vielenorts nur eine kurze Existenz.
Ende des 19. Jahrhunderts gab es zwei Richtungen von evangelischen Arbeitervereinen: Die einen hatten einen sozial-diakonischen, kulturellen oder bildenden Zweck in der Tradition der Inneren Mission, die anderen waren auch offen dafür, sozialpolitische Anliegen aufzunehmen und zu formulieren. Aus der zweiten Richtung entstand 1900 ein loser evangelischer Arbeiterverband. Dabei wurde auf die konfessionelle und parteipolitische Unabhängigkeit Wert gelegt. Darin bestand ein Unterschied zu den späteren christlich-sozialen Gewerkschaften, die mindestens teilweise ein Kind der katholischen Gegengesellschaft waren. Diese stand seit der Gründung des schweizerischen Bundesstaates 1848 in einem latenten Gegensatz zu den politisch liberalen Kantonen, die meistens evangelisch-reformiert geprägt waren. Der Gegensatz der evangelischen Arbeitervereine zur bürgerlich dominierten Gesellschaft war nie so stark entwickelt wie in den sozialdemokratisch geprägten Gewerkschaften.
Im Jahr 1900 entstand der Schweizerische Verband evangelischer Arbeitervereine. Sein Erfolg war, dass zusammen mit dem Schweizerischen Arbeiterbund erreicht wurde, dass im Fabrikgesetz der samstägliche Arbeitsschluss auf 17 Uhr festgesetzt wurde. Die Sektionen dieser evangelisch-sozialen Arbeitervereine sind bis auf Basel bis 1919 eingegangen.
1904 offerierten die katholisch geprägten christlich-sozialen Gewerkschaften, auch die evangelischen Arbeiter zu vertreten. Die evangelischen Arbeitervereine lehnten dies ab, weil ihre teilweise freikirchlich geprägten Mitglieder gegenüber allem, was katholisch war, ausdifferenzierte Berührungsängste hatten. Eine eigene evangelische Gewerkschaft wollten die evangelischen Arbeitervereine um die Jahrhundertwende nicht gründen, weil ihnen die Idee einer konfessionellen Gewerkschaft generell fremd war. Der evangelische Arbeiterverband empfahl seinen Mitgliedern, sich den unpolitischen und nicht konfessionellen freien Gewerkschaften anzuschliessen. Unter den evangelischen jungen Männern gab es jedoch vielfältige soziale Kontakte, vor allem auch durch die verschiedenen Jünglings- und Männervereine, von denen es in der Schweiz um 1900 über 460 gab.

„Die evangelisch-soziale Bewegung leitet ihre Daseinsberechtigung ab aus dem Evangelium und ist der Überzeugung, dass allein das Christentum imstande ist, die soziale Frage zu lösen.“

Am 25. September 1906 hatten die Arbeiter an einer Betriebsversammlung der Firma Escher, Wyss & Co. beschlossen, es seien die evangelisch gesinnten Arbeiter aus dem Betrieb zu entfernen. Am 30. September 1906 traf sich die Zürcher Sektion der Jünglings- und Männervereine der Bischöflichen Methodistenkirche (später in der Evangelisch-methodistischen Kirche aufgegangen) zu einer Konferenz in Wetzikon, wobei die Stellung des christlichen Arbeiters zur Arbeiterorganisation diskutiert wurde. Solche Vereine gibt es in der Schweiz seit dem Ende des 18. Jahrhunderts. Sie waren insbesondere im 19. Jahrhundert eine soziale Bewegung, die auch sozialpolitisch tätig war. Eine an der Tagung gewählte Kommission hatte die Aufgabe, eine alle Denominationen umfassende evangelisch-christliche Arbeiterorganisation zu gründen, zum Schutze gegen die feindseligen und gotteswidrigen Übergriffe der Sozialdemokraten, sowie zur Mithilfe an der Lösung der sozialen Frage anhand des Wortes Gottes.

„Mit der Entwicklung der eigentlichen evangelischen Arbeiterbewegung wurden die christlichen Jünglings- und Männervereine der Schweiz auf ihre ursprüngliche richtunggebende Zweckbestimmung – Ausbreitung des Evangeliums unter Jugendlichen – zurückverwiesen.“

Als Folge davon wurde am 15. Dezember 1906 im vom Zürcher Frauenverein für alkoholfreie Wirtschaften geführten Blauen Seidenhof an der Seidengasse 7 in Zürich die Gründung einer Unterstützungskasse beschlossen für alle Arbeiter, die von Streiks und Aussperrung betroffen waren. Vertreten waren die methodistischen Jünglings- und Männervereine, der CVJM, die Chrischona, das Evangelische Vereinshaus, das Blaue Kreuz und die evangelischen Arbeitervereine von Zürich und Winterthur. Am 20. Mai 1907 wurde in Zürich die Schweizerische evangelisch-soziale Unterstützungskasse SESUK gegründet. 19 Sektionen gehörten von Beginn weg dazu. Sie bildeten sich vor allem aus den methodistischen Jünglings- und Männervereinen.
Der evangelisch-soziale Arbeitertag vom 1.–2. Juni 1907 in Winterthur hatte historische Bedeutung. Der Referent Georg Baumberger, Gründer der Christlich-sozialen Partei CSP wies darauf hin, dass christliche Arbeiter durch die Gewerkschaftsblätter immer wieder in ihrem religiösen Empfinden verletzt würden. Hermann Greulich betonte die Offenheit seines Schweizerischen Gewerkschaftsbundes für alle Bekenntnisse. Die Delegierten beschlossen daraufhin eine Empfehlung an ihre Mitglieder, sich den freien Gewerkschaften anzuschliessen. Ein Teil der Mitglieder schliesst sich aber trotzdem den christlich-sozialen Gewerkschaften an. Die Folge der Tagung ist die Spaltung der evangelisch-sozialen Arbeiterschaft.

## Geschichte SVEA
Die Delegiertenversammlung der SESUK beschloss auf Antrag der mit 154 Mitgliedern grössten Sektion Thalwil am 1. März 1919, sich zu einer Gewerkschaft weiterzuentwickeln. Wesentliche Mitursache waren die bewegten Tage um den schweizerischen Generalstreik vom November 1918. An einer Delegiertenversammlung vom 10. Januar 1920 wurde die neue Gewerkschaft Schweizerischer Verband evangelischer Arbeiter und Angestellter SVEA beschlossen. Die neuen Statuten wurden einer brieflichen Urabstimmung unterstellt. Diese wurden mit 1288 Ja- zu 15 Nein-Stimmen angenommen. Die neuen Statuten wurden rückwirkend auf den 1. Januar 1920 in Kraft gesetzt und die Arbeit mit 2.244 Mitgliedern konnte beginnen.
Der SVEA unterhielt fünf Kassen: Eine Streik-, Aussperrungs- und Massregelungskasse, eine Arbeitslosenkasse, eine Alters- und Hinterbliebenenunterstützungskasse (Sterbekasse) und eine Notstandskasse. Die SVEA-Mitglieder waren bei diesen Kassen automatisch Mitglied. Daneben gab es eine freiwillige Krankenkasse.
1924 trat der SVEA der Evangelisch-positiven Vereinigung des Kantons Zürich bei.
1928 wurde nach einem Streik ein Gesamtarbeitsvertrag mit der Basaltsteingesellschaft in Buchs geschlossen. Dies war vermutlich der erste Gesamtarbeitsvertrag im schweizerischen Baugewerbe, in dem auch ein Ferienanspruch verankert war.
Am 10. April 1928 wurde eine Internationale Arbeitsgemeinschaft evangelischer Arbeitnehmerverbände gegründet, zu der auch der SVEA gehörte.
Da der Nationalrat der Evangelischen Volkspartei sich teilweise gegen Gewerkschafts-Interessen engagierte, kandidierte der SVEA bei den Nationalratswahlen 1928 im Wahlkreis Kanton Zürich mit einer eigenen Liste unter der Bezeichnung Evangelisch-soziale Volkspartei, allerdings erfolglos.
Ums Jahr 1930 gehörte rund die Hälfte der Mitglieder des SVEA kirchlich der damaligen Bischöflichen Methodistenkirche an.
Am 19. Juli 1937 war der SVEA Mitunterzeichner des Arbeitsfriedens in der Metall-Industrie.
1939 gab es 233 Sektionen des SVEA. Meistens handelte es sich dabei um Ortssektionen, teilweise aber auch um Einzelmitglieder-Gruppen und berufsspezifische Spezialgruppen. Die grösste Ortssektion 1920 war Winterthur mit 217 Mitgliedern, 1932 war es Zürich 4 mit 411 Mitgliedern, ebenso 1941 war sie die grösste Sektion mit 274 Mitgliedern.
1943 wurde aufgrund der Wohnungsnot die heute noch mit Sitz in Thalwil bestehende Baugenossenschaft SVEA gegründet. Bis 1970 wurden von ihr 1382 Wohnungen gebaut, die meisten in den Kantonen Zürich und Bern.
Ab 1948 standen den Mitgliedern der Association suisse des syndicats évangéliques (ASSE) in Genf und Lausanne Kontakt-Büros zur Verfügung. Auslöser war der Anschluss der Fédération ouvrière vaudoise an den SVEA.
Am 3. November 1949 trat mit dem Schweizerischen Verband evangelischer Sigriste der erste Berufsverband dem SVEA bei.
Am 26. Januar 1980 beschloss der Zentralvorstand Stimmfreigabe betreffend der Abstimmungs-Vorlage zu Trennung von Kirche und Staat, die am 2. März 1980 vom eidgenössischen Stimmvolk abgelehnt wurde.
Der SVEA war verschiedentlich Veranstalter eines Evangelisch-sozialen Kongresses.
Das Publikationsorgan des SVEA hiess Evangelisch-soziale Warte, später SVEA-Nachrichten.
1982 erfolgte der Anschluss an den Christlichnationalen Gewerkschaftsbund der Schweiz. Der SVEA wurde auch auf Wunsch der Arbeitgeber als vierte Richtung innerhalb der schweizerischen Gewerkschaften in zahlreiche Gesamtarbeitsverträge einbezogen.
Die Mitgliederzahl stieg von 2.244 bei der Gründung bis auf 16.890 im Jahre 1951 und nahm bis 1992 auf 2.430 ab.
1993 ging der SVEA durch Anschluss in der Gewerkschaft CMV auf.